# Selected Ambient Works 85–92
„Избрани Ambient Works 85–92“ е дебютният студиен албум на Aphex Twin, псевдоним на британския електронен музикант Ричард Д. Джеймс. Издаден е през ноември 1992 г. от Apollo Records г. Албумът включва песни, записани на касета, датиращи още през 1985 г., когато Джеймс е на четиринадесет години. През 2006 г. е пуснат аналогов ремастер, а през 2008 г. – цифров.
Selected Ambient Works 85–92 получава широко признание и се смята за забележителност на жанровете electronica, ambient techno и IDM. Следван е от Selected Ambient Works Volume II (1994). През 2012 г. е обявен за най-големия албум на 1990-те от Fact. Той влиза в 30 на UK Dance Albums Chart след издаването на албума на Aphex Syro през 2014 година.